# Trnje (gmina Pivka)
Trnje – wieś w Słowenii, gmina Pivka. 1 stycznia 2017 liczyła 276 mieszkańców.